# Bubertré
Bubertré è un comune francese di 153 abitanti situato nel dipartimento dell'Orne nella regione della Normandia.
Nel territorio del comune nasce l'Avre, affluente della Eure.

## Società

### Evoluzione demografica
Abitanti censiti